# Памятник Владимиру Челомею (Москва, аллея Космонавтов)
Па́мятник Влади́миру Челоме́ю — памятник конструктору ракетно-космической техники, инженеру-механику Владимиру Челомею. Установлен в 2015 году на аллее Космонавтов. Авторами проекта являются скульптор Андрей Станиславович Забалуев и архитектор Алексей Константинович Тихонов.
Учёный изображён с папкой документов в руках и наброшенном на плечи плаще. Его взгляд устремлён вдаль, на лице едва заметная улыбка. Монумент высотой 5,3 метра выполнен из светло-серого гранита — в той же стилистике и из того же материала, что и другие бюсты аллеи.

## История
В 2014 году «Научно-производственное объединение машиностроения», которым долгое время руководил академик, обратилось к правительству Москвы с просьбой об установке памятника. Она была одобрена, но на НПО ложились все расходы и обязанность подарить мемориал городу после его возведения. В качестве места выбрали аллею Космонавтов.
25 июня этого же года состоялась торжественная церемония открытия закладного камня Архивная копия от 4 декабря 2018 на Wayback Machine, приуроченная к столетию учёного. На ней присутствовали мэр Москвы Сергей Собянин, генеральный директор «НПО машиностроения» Александр Георгиевич Леонов, дважды Герой Советского Союза Виктор Горбатко, директор Музея космонавтики Наталья Витальевна Артюхина.
22 июля начался открытый конкурс по разработке проекта памятника. Организатором выступил Союз московских архитекторов при поддержке Союза художников России, Союза архитекторов России, Творческого союза художников России, Объединения московских скульпторов, Российской академии художеств, Российской Академии живописи, ваяния и зодчества Ильи Глазунова. Всего было представлено 14 работ. Для реализации выбрали проект Архивная копия от 21 января 2018 на Wayback Machine скульптора Андрея Станиславовича Забалуева и архитектора Алексея Константиновича Тихонова. Второе место заняло произведение скульпторов Виталия Ивановича Казанского, Сергея Михайловича Сорокина, архитектора Петра Игоревича Козлова, и инженера-конструктора Олега Ивановича Большакова, третье — скульптора Валерия Георгиевича Рыбинского и архитектора Евгения Григорьевича Кашова.
Торжественное открытие памятника состоялось 25 сентября 2015 года. На церемонии присутствовали глава подмосковного Реутова Сергей Юров, космонавты Владимир Шаталов, Владимир Джанибеков, Борис Волынов, Виктор Горбатко и дочь Владимира Челомея Евгения Талызина.
|  | Челомей — человек который сделал бесконечно много для отечественной науки, бесконечно много для города Реутов, и мне приятно находиться здесь в составе делегации. Теперь не только жители Реутова, где памятник Челомею мы установили в прошлом году, но и многие москвичи, прогуливаясь по аллее, смогут вспомнить о великих делах, которые происходили под руководством выдающегося учёного, академика, конструктораСергей Юров на церемонии открытия |